# Daniel Mojon
 (septembre 2019).
Daniel Stéphane Mojon (né à Berne le 29 juillet 1963) est un ophtalmologiste suisse. Il est considéré comme le fondateur de la chirurgie mini-invasive du strabisme (CMIS).

## Carrière
Fils de l'historien de l'art Luc Mojon, Daniel a fait des études de médecine à l'Université de Berne et, aux États-Unis, à l'Université Columbia de New York. Il a occupé des postes de direction à la Clinique ophtalmologique de l'Université de Berne et au Département d'ophtalmologie de l'Hôpital cantonal de Saint-Gall. À l'Hôpital Universitaire de Berne (Inselspital), il a été chef du Département de Strabologie et de Neurophtalmologie, ainsi que responsable de l’Unité de Glaucome. Il a dirigé les laboratoires d'oculographie expérimentale du Département d'ophtalmologie de l'Hôpital cantonal de Saint-Gall. En 2000, il a été habilité à diriger des recherches à la Clinique ophtalmologique de l'Université de Berne ; Mojon collabore également en tant que consultant avec la Clinique ophtalmologique de l'Université Johannes Kepler de Linz. Depuis lors, il enseigne à l'Université de Berne, où il est devenu professeur honoraire en 2007. En 2012, il démissionne de son poste officiel et se consacre à la recherche et la pratique privée. Mojon est marié à l'économiste de la santé Stefania Mojon-Azzi.

## Activité scientifique
Les aspects psychosociaux de la strabologie sont au cœur de ses recherches scientifiques. Mojon a démontré dans plusieurs études à quel point les patients atteints de strabisme sont désavantagés et stigmatisés dans la vie quotidienne. De plus, Mojon a développé une forme mini-invasive de chirurgie du strabisme (CMIS) dans laquelle, contrairement à la technique classique selon Harms ou à l'incision au fornix selon Parks, la conjonctive n'est ouverte que par de minuscules incisions, de l'ordre de 2 à 3 millimètres au maximum. Dix ans après son introduction, la sécurité de cette méthode et la réhabilitation plus rapide après une telle opération ont été largement reconnues ; cette technique est cependant pour un chirurgien plus difficile à maîtriser et à pratiquer que la technique chirurgicale traditionnelle du strabisme, qui prévoit des incisions généralement supérieures à un centimètre.
Mojon a introduit de nouvelles techniques chirurgicales mini-invasives en ophtalmologie : la technique VIP (viscoélastique avec irrigation sous pression), pour l’opération de la cataracte et la dissection cornéo-sclérale profonde pour le traitement chirurgical du glaucome. Le glaucome est un autre axe de recherche de Mojon. En collaboration avec son groupe de recherche, il a démontré, entre autres, le lien étroit entre le syndrome de l'apnée obstructive du sommeil (SAOS) et cette maladie fréquente des yeux,. 
En 2016, Daniel Mojon a fondé avec d'autres ophtalmologistes suisses (entre autres, le Dr. Dietmar Thumm, le Dr. Albert Franceschetti et le PD Carl Herbort) l’Académie suisse d’ophtalmologie. L'objectif de la Fondation est de promouvoir activement l'assurance qualité, la recherche et la formation continue dans la pratique ophtalmologique. En septembre 2018, Mojon a été le premier ophtalmologiste suisse à donner une lectio magistralis au congrès de la Deutsche Ophthalmologische Gesellschaft (DOG) sur la chirurgie oculaire mini-invasive. En avril 2019, l’Université de Toronto a invité Daniel Mojon à donner une leçon d’honneur à l’occasion du Jack Crawford Day  en reconnaissance de ses contributions novatrices dans le domaine de l’ophtalmologie chirurgicale et, notamment, l’invention de la CMIS. En novembre 2020, l'American Academy of Ophthalmology (AAO) l'a honoré du titre de « Unsung Hero », un innovateur de la chirurgie ophtalmique moderne qui n'a pas reçu la reconnaissance qu'il mérite. Daniel Mojon est l'initiateur d'un congrès international d’ophtalmologie pour les spécialistes en chirurgie de la cataracte, qui s'est tenu pour la première fois à Zurich en octobre 2023.

## Publications (sélection)
(septembre 2019).
- (de) Ronald D. Gerste, « Daniel Mojon – Pionier der Minimally Invasive Strabismus Surgery (MISS), Schielen ist auch ein Stigma », dans Schweizerische Ärztezeitung, vol. 100(9), 2019, p. 317-318
- (en) Daniel Mojon, Howard Fine (éditée par), « Minimally invasive ophthalmic surgery », Springer, Berlin, 2010,  (ISBN 978-3-642-02601-0)
- (de) D. S. Mojon, « Früherkennung und Behandlung des Strabismus », dans Therapeutische Umschau, vol. 73, 2016, p. 67-73
- (en) S. M. Mojon-Azzi, D. S. Mojon, « Opinion of headhunters about the ability of strabismic subjects to obtain employment », dans Ophthalmologica, vol. 221, 2007, p. 430–433
- (en) S. M. Mojon-Azzi, A. Kunz, D. S. Mojon, « Strabismus and discrimination in children: are children with strabismus invited to fewer birthday parties? », dans Br J Ophthalmol., vol. 95, 2011, p. 473–476
- (en) M. Kaup, S. M. Mojon-Azzi, A. Kunz, D. S. Mojon, « Intraoperative conversion rate to a large, limbal opening in minimally invasive strabismus surgery (MISS) », dans Graefe’s Arch Clin Exp Ophthalmol., vol. 249, 2011, p. 1553–1557
- (en) D. S. Mojon, « Comparison of a new, minimally invasive strabismus surgery technique with the usual limbal approach for rectus muscle recession and plication », dans Br J Ophthalmol., vol. 91, 2007, p. 76–82
- (en) D. S. Mojon, « Minimally invasive strabismus surgery for horizontal rectus muscle reoperations », dans Br J Ophthalmol., vol. 92, 2008, p. 1648–1652
- (en) D. S. Mojon, « Minimally invasive strabismus surgery », dans Eye (Lond)., vol. 29, 2015, p. 225-233, {{doi:10.1038/eye.2014.281}}, Epub 2014 Nov 28